# Kathlyn Kelley
Kathlyn Kelley (verheiratete Owens; * 30. August 1919 in Seneca, South Carolina; † 12. September 2006 in Chamblee, Georgia) war eine US-amerikanische Hochspringerin.
1936 wurde sie bei den Olympischen Spielen in Berlin Achte mit 1,50 m.
Ihre persönliche Bestleistung von 1,574 m stellte sie im selben Jahr in Chicago auf.